# Poil terminal

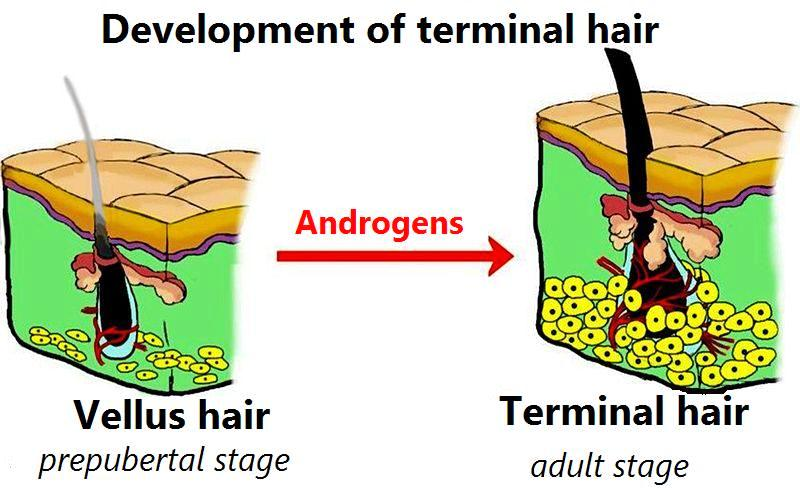
Développement d'un poil velu en poil terminal.

Le poil terminal, appelé aussi poil définitif, est un poil épais, plus ou moins long (de 5 mm à quelques centimètres) et pigmenté qui peut être présent sur la totalité du corps, à l'exception des lèvres, de l'arrière des oreilles, de la paume des mains, de la plante des pieds, de certaines zones génitales externes, du nombril et des tissus cicatrisés.
Ces poils drus sont de deux types : les poils terminaux primaires (cheveux, cils et sourcils) et secondaires (poils des zones sexuelles qui se développent à la puberté).
La tige pilaire de ces poils comporte une cuticule, un cortex et un medulla, contrairement aux poils de duvet, ou vellus qui n'ont pas de medulla.

## Formation
Les poils terminaux primaires sont pratiquement hormono-indépendants,[Information douteuse] et se développent dès la naissance.

Triangle pubien chez la femme, poils testoïdes chez l'homme : barbe, épaule, régions mammaires,= et inter-mammaires, ligne ombilico-pubienne, marge de l’anus, sillon inter fessier, face interne des cuisses, dos des mains et des pieds.

Au moment de la puberté, sous l'action des hormones androgènes, un ensemble de poils du duvet se transforme en poils terminaux secondaires pour former la pilosité humaine, avec des fonctions importantes selon les régions du corps et les individus. Il se forme d'abord les poils ambo-sexuels[réf. nécessaire] (régions axillaires et triangle pubien) communs aux deux sexes puis les poils testoïdes (poils virils, durs et drus, siégeant au visage, au tronc et aux membres).[réf. nécessaire]

## Fonction
En se hérissant (réflexe pilo-moteur), ces poils emprisonnent une couche d'air isolante qui évite les déperditions de chaleur. Toutefois, chez l'homme, la diminution de la pilosité durant l'évolution a rendu ce mécanisme peu efficace, peu d'air étant effectivement conservé par les poils.